# Teatro Principal (San Sebastián)
El Teatro Principal (en euskera: Antzoki Zaharra), es un teatro que está ubicado en la calle Mayor, de la Parte Vieja de San Sebastián. Considerada como el teatro más antiguo de la ciudad, fue inaugurada en 1843 y tras varios cambios arquitectónicos y culturales a lo largo de los años, ha terminado con el aspecto que hoy en día mantiene. 
Con una inspiración clásica, ofrece al público, diversos espectáculos de teatro, danza, música,... Además, acoge varios festivales y ciclos de cine importantes de la ciudad. 

## Historia
El edificio original, fue construido principalmente, con el objetivo de albergar representaciones, en el mismo solar que actualmente lleva su nombre. Más tarde, el teatro fue derribado, para dar paso en 1930, al actual Teatro Principal de Donostia/San Sebastián. El estilo elegido para la renovación, fue de inspiración clásica. En la última renovación, se realizaron varios cambios: la ampliación del escenario, se redujo el patio de butacas y se cambió la decoración.
En 1987 pasó a formar parte del Patronato Municipal de Teatro y Festivales (hoy en día conocido como Donostia Kultura).
Actualmente sus espacios tienen más de 170 años. Es uno de los espacios escénicos y artísticos, más querido por el público. De la misma manera, algunas actividades de la Unidad de Cine de Donostia Kultura y la programación teatral, ha encontrado en este teatro una de sus principales sedes.

## Instalaciones del Teatro
Técnicamente hablando, el edificio está equipado para dar cabida a y para que se puedan desarrollar en él, diferentes actividades. Gracias a este aspecto, el Teatro Principal, puede acoger gran parte de la programación donostiarra.

### Aforo
Tiene un aforo de 576 espectadores.

### Camerinos
Además, tiene entre bambalinas, siete camerinos: cinco individuales y dos colectivos.

## Programación y Actividades
Este edificio tiene una variada programación. Entre dicha programación, se pueden encontrar, conciertos de música, obras de teatro en euskera o castellano, danza,...
Dentro de la diversa programación, hay una actividad que ha conseguido, hoy en día, convertirse uno de los principales actividades del teatro: el teatro en euskera. Gracias a varios factores, este teatro se ha convertido en un apoyo fundamental para estas obras. Algunas de los espectáculos y compañías de teatro en euskera, que pasaron por el Principal, son los siguientes:
- Compañías: Tartean, Ados, Tanttaka, Vaivén, Txalo.
- Espectáculos: Maitasunaren ondoan maitasuna; Zergatik, Jamil?; Erdibana; Kreditua.

A esto, hay que sumarle la oferta de espectáculos infantiles en euskera, que pudieron disfrutarse en funciones abiertas al públicas, o bien, gracias al programa "Eskolatik antzokira", en el que pueden participar los colegios o ikastolas de la provincia y de la propia ciudad.
Además, hay festivales o ciclos cinematográficos de la ciudad, que han elegido este teatro, para realizar sus actividades. Como por ejemplo, la Semana de Cine Fantástico y de Terror, el Ciclo Nosferatu, Surfilm Festival y Dock of the Bay.
- Semana de Cine Fantástico y Terror: Fecha anual obligatoria, para los amantes y aficionados del cine fantástico y de terror.
- Ciclo Nosferatu: Ciclos cinematográficos, acompañados con la edición de un libro de la misma temática.
- Surfilm Festival: Muestra internacional de producción audiovisual sobre el surf.
- Dock of the Bay: Muestra de cine musical documental

## Personajes/visitantes ilustres
Por el Teatro Principal, han pasado muchos personajes/visitantes ilustres de la ciudad y de fuera de ella. Por ejemplo, el poeta y versolari Bilintx, vivió y trabajo en este edificio durante algunos años. A continuación se muestra una lista con algunos de ellos.
Teatro
- Silvia Marsó
- Pablo Chiapellá
- Beatriz Rico
- Miriam Díaz-Aroca
- Belinda Washintong
- Gabino Diego
- Arturo Fernández
- Pepe Garamendy
- Goizalde Núñez
- Yolanda Arestegui
- Antonio Vico
- Jesús Cisneros
- David Tortosa
- Rubén Martínez
- Cristina Soria
- Maggie Civantos

Música
- Mikel Urdangarin
- Amancio Prada
- Elliot Murphy
- McEnroe

Danza
- Aïda Colmenero Dïaz
- Chevi Muraday

Magia
- Toni Bright

Cine
- Santiago Segura
- Oskar Tejedor

## Enlaces
- Web del Teatro Principal. Donostia kultura (Donostia/San Sebastián)
- Teatros municipales de Donostia/San Sebastián

- Datos: Q12253704